# Matt Bullard
Matthew Gordon "Matt" Bullard (Des Moines, Iowa; 5 de junio de 1967) es un exjugador de baloncesto estadounidense que disputó once temporadas en la NBA, además de jugar un año en la liga griega. Con 2,08 metros de estatura, jugaba en la posición de alero.

## Trayectoria deportiva

### Universidad
Jugó durante dos temporadas con los Buffaloes de la Universidad de Colorado, donde en su segunda temporada promedió un doble-doble, 16,6 puntos y 10,0 rebotes por partido. En 1987 fue transferido a los Hawkeyes de la Universidad de Iowa, pasando un año sin jugar por las normas de la NCAA, jugando otras dos temporadas. En total promedió 12,8 puntos y 6,8 rebotes.

### Selección nacional
Participó con la selección de Estados Unidos en el Campeonato FIBA Américas disputrado en México en 1989, en el que lograron la medalla de plata. Bullard promedió 3,0 puntos y 2,3 rebotes a lo largo del torneo. Vistió también la camiseta de la selección en dos Universiadas, en 1987 y en 1989.

### Profesional
Tras no ser elegido en el Draft de la NBA de 1990, fichó como agente libre con Houston Rockets, aunque su debut no aconteció hasta el mes de enero. En esa primera temporada solo disputó 18 partidos, en los que promedió 2,2 puntos. Fue ganando oportunidades en las temporadas siguientes, saliendo incluso de titular en algunos partidos. Pero su momento clave se produjo en la temporada 1993-94, cuando los Rockets ganaron el campeonato de la NBA derrotando en las Finales a New York Knicks en el séptimo y definitivo partido. Bullar colaboró ese año con 3,5 puntos y 1,3 rebotes por partido.
Al año siguiente fue incluido junto con Robert Horry y dos futuras segundas rondas del draft en el traspaso a Detroit Pistons a cambio de Sean Elliott, pero una lesión de este último truncó la operación, optando entonces por marcharse un año a jugar en el PAOK Salónica de la liga griega.
Regresó al año siguiente para fichar por Atlanta Hawks, donde jugó una única temporada con escasas oportunidades. En 1996 regresa a los Rockets, donde daría minutos de descanso a Charles Barkley durante cinco temporadas. En la 1999-2000 logró el récord de la franquicia de porcentaje de tiros de tres, al conseguir un 44,6%.
En 2001 ficha por los Charlotte Hornets, pero solo llega a disputar 31 partidos antes de retirarse definitivamente.

## Estadísticas de su carrera en la NBA

### Temporada regular
| Temporada | Edad | Equipo            | Liga | P   | TIT | MIN  | TC  | TCA | %TC  | 3P  | 3PA | %3P  | TL  | TLA | %TL  | R.OF. | R.DEF. | REB | ASIS | ROB | TAP | PER | FP  | PTS |
| 1990-91   | 23   | Houston Rockets   | NBA  | 18  | 0   | 3.5  | 0.8 | 1.7 | .452 | 0.0 | 0.2 | .000 | 0.6 | 0.9 | .647 | 0.3   | 0.4    | 0.8 | 0.1  | 0.2 | 0.0 | 0.2 | 0.6 | 2.2 |
| 1991-92   | 24   | Houston Rockets   | NBA  | 80  | 7   | 16.0 | 2.6 | 5.6 | .459 | 0.8 | 2.1 | .386 | 0.5 | 0.6 | .760 | 0.9   | 1.9    | 2.8 | 0.9  | 0.3 | 0.3 | 0.7 | 1.6 | 6.4 |
| 1992-93   | 25   | Houston Rockets   | NBA  | 79  | 4   | 17.2 | 2.7 | 6.3 | .431 | 1.2 | 3.1 | .374 | 0.7 | 0.9 | .784 | 0.8   | 2.0    | 2.8 | 1.4  | 0.4 | 0.1 | 0.7 | 1.6 | 7.3 |
| 1993-94   | 26   | Houston Rockets   | NBA  | 65  | 0   | 11.2 | 1.2 | 3.5 | .345 | 0.8 | 2.4 | .325 | 0.3 | 0.4 | .769 | 0.4   | 0.9    | 1.3 | 1.0  | 0.2 | 0.1 | 0.4 | 1.0 | 3.5 |
| 1995-96   | 28   | Atlanta Hawks     | NBA  | 46  | 0   | 10.0 | 1.4 | 3.5 | .407 | 0.6 | 1.6 | .361 | 0.3 | 0.4 | .800 | 0.4   | 0.9    | 1.3 | 0.4  | 0.4 | 0.2 | 0.5 | 1.1 | 3.8 |
| 1996-97   | 29   | Houston Rockets   | NBA  | 71  | 12  | 14.4 | 1.6 | 4.0 | .401 | 0.9 | 2.6 | .366 | 0.4 | 0.5 | .735 | 0.2   | 1.5    | 1.6 | 0.9  | 0.3 | 0.3 | 0.5 | 1.0 | 4.5 |
| 1997-98   | 30   | Houston Rockets   | NBA  | 67  | 24  | 17.8 | 2.6 | 5.8 | .450 | 1.4 | 3.4 | .416 | 0.3 | 0.4 | .741 | 0.4   | 1.8    | 2.2 | 0.9  | 0.5 | 0.4 | 0.6 | 1.6 | 7.0 |
| 1998-99   | 31   | Houston Rockets   | NBA  | 41  | 0   | 10.1 | 1.0 | 2.8 | .377 | 0.6 | 1.5 | .387 | 0.2 | 0.2 | .700 | 0.2   | 0.8    | 1.0 | 0.4  | 0.3 | 0.1 | 0.3 | 0.7 | 2.9 |
| 1999-00   | 32   | Houston Rockets   | NBA  | 56  | 27  | 18.3 | 2.5 | 6.1 | .409 | 1.4 | 3.2 | .446 | 0.4 | 0.5 | .833 | 0.2   | 2.2    | 2.5 | 1.1  | 0.3 | 0.2 | 0.6 | 1.5 | 6.8 |
| 2000-01   | 33   | Houston Rockets   | NBA  | 61  | 5   | 16.4 | 2.1 | 5.0 | .423 | 1.4 | 3.5 | .404 | 0.2 | 0.2 | .714 | 0.4   | 1.8    | 2.1 | 0.7  | 0.2 | 0.1 | 0.2 | 1.2 | 5.8 |
| 2001-02   | 34   | Charlotte Hornets | NBA  | 31  | 0   | 11.3 | 1.3 | 3.7 | .339 | 0.5 | 1.8 | .281 | 0.4 | 0.4 | .917 | 0.3   | 1.2    | 1.5 | 0.5  | 0.1 | 0.1 | 0.4 | 0.9 | 3.4 |
| Total     |      |                   | NBA  | 615 | 79  | 14.4 | 2.0 | 4.7 | .418 | 1.0 | 2.5 | .384 | 0.4 | 0.5 | .768 | 0.5   | 1.5    | 2.0 | 0.9  | 0.3 | 0.2 | 0.5 | 1.3 | 5.3 |

### Playoffs
| Temporada | Edad | Equipo          | Liga | P  | MIN | TCA | TC | 3PA | 3P | TLA | TL | R.OF. | REB | ASIS | ROB | TAP | PER | FP | PTS | %TC   | %3P   | %FT   | MIN  | PTS | REB | AST |
| 1992-93   | 25   | Houston Rockets | NBA  | 12 | 169 | 20  | 42 | 15  | 28 | 6   | 6  | 4     | 23  | 13   | 4   | 5   | 9   | 11 | 61  | .476  | .536  | 1.000 | 14.1 | 5.1 | 1.9 | 1.1 |
| 1993-94   | 26   | Houston Rockets | NBA  | 10 | 55  | 4   | 19 | 2   | 10 | 6   | 8  | 2     | 10  | 0    | 1   | 2   | 0   | 6  | 16  | .211  | .200  | .750  | 5.5  | 1.6 | 1.0 | 0.0 |
| 1995-96   | 28   | Atlanta Hawks   | NBA  | 4  | 51  | 4   | 12 | 4   | 8  | 2   | 4  | 0     | 6   | 0    | 0   | 2   | 2   | 6  | 14  | .333  | .500  | .500  | 12.8 | 3.5 | 1.5 | 0.0 |
| 1996-97   | 29   | Houston Rockets | NBA  | 2  | 7   | 2   | 2  | 2   | 2  | 0   | 0  | 1     | 2   | 0    | 0   | 0   | 0   | 1  | 6   | 1.000 | 1.000 |       | 3.5  | 3.0 | 1.0 | 0.0 |
| 1997-98   | 30   | Houston Rockets | NBA  | 5  | 70  | 6   | 18 | 3   | 10 | 2   | 2  | 3     | 8   | 5    | 1   | 0   | 0   | 5  | 17  | .333  | .300  | 1.000 | 14.0 | 3.4 | 1.6 | 1.0 |
| 1998-99   | 31   | Houston Rockets | NBA  | 2  | 8   | 2   | 2  | 1   | 1  | 2   | 2  | 0     | 0   | 1    | 0   | 0   | 0   | 0  | 7   | 1.000 | 1.000 | 1.000 | 4.0  | 3.5 | 0.0 | 0.5 |
| Total     |      |                 | NBA  | 35 | 360 | 38  | 95 | 27  | 59 | 18  | 22 | 10    | 49  | 19   | 6   | 9   | 11  | 29 | 121 | .400  | .458  | .818  | 10.3 | 3.5 | 1.4 | 0.5 |